# Лунъю
Лунъю́ (кит. упр. 龙游, пиньинь Lóngyóu) — уезд городского округа Цюйчжоу провинции Чжэцзян (КНР).

## История
Во времена империи Тан в 634 году был создан уезд Лунцю (龙丘县). В 931 году, когда эти земли входили в состав государства Уюэ, он был переименован в Лунъю. Во времена империи Сун уезд был в 1121 году переименован в Инчуань (盈川县), но уже в 1131 году ему было возвращено прежнее название.
После образования КНР в 1949 году был создан Специальный район Цюйчжоу (衢州专区), и уезд вошёл в его состав. В 1954 году Специальный район Цюйчжоу был расформирован, и уезд перешёл в состав Специального района Цзиньхуа (金华专区). В 1959 году уезд Лунъю был присоединён к уезду Цюйсянь, но в 1962 году был воссоздан.
В 1973 году Специальный район Цзиньхуа был переименован в Округ Цзиньхуа (金华地区); уезд Лунъю был опять присоединён к уезду Цюйсянь, впоследствии преобразованному в городской уезд Цюйчжоу.
В сентябре 1983 года уезд Лунъю был воссоздан.
В мае 1985 года постановлением Госсовета КНР округ Цзиньхуа был разделён на городские округа Цзиньхуа и Цюйчжоу; уезд вошёл в состав городского округа Цюйчжоу.

## Административное деление
Уезд делится на 2 уличных комитета, 6 посёлков и 6 волостей.

## Достопримечательности
- Пещеры Лунъю